# 米业公会 (兰溪)
米业公会，位于中华人民共和国浙江省金华市兰溪市云山街道荷塘沿31号，建于清代。建筑为三开间两厢一天井，木雕精美。
1997年9月2日，米业公会公布为市级文保单位。2017年1月19日，米业公会作为兰溪商埠行业会所的子项，公布为第七批浙江省文物保护单位，属于古建筑类，编号7-139。